# Galassia Nana Ursa Major II
La Galassia Nana Ursa Major II è una galassia nana satellite della nostra Via Lattea; fu scoperta da C. B. Zucker ed altri collaboratori nel 2006.
Si tratta di una piccola galassia nana con dimensione di 250{\displaystyle \times }125 parsec; la sua magnitudine assoluta dell'oggetto è di appena -3,8, ossia meno luminosa di alcune stelle molto brillanti della naostra Galassia, come Canopo. La sua magnitudine complessiva è paragonabile a quella assoluta della stella Bellatrix, nella costellazione di Orione. Si trova a circa 97.800 anni luce dalla Terra. Un anno prima, nel 2005, è stata scoperta la Galassia Nana dell'Orsa Maggiore I.